# Noah Katterbach
Noah Katterbach (Simmerath, 14 de abril de 2001) es un futbolista alemán. Juega de defensa y su equipo es el Hamburgo S. V. de la 1. Bundesliga de Alemania.

## Trayectoria
En enero de 2023 se marchó cedido al Hamburgo S. V. A este equipo regresó un año después firmando un contrato de larga duración.

## Clubes
| Club                    | País     | Año       |
| ----------------------- | -------- | --------- |
| 1. F. C. Colonia        | Alemania | 2019-2024 |
| F. C. Basilea(cedido)   | Suiza    | 2022      |
| Hamburgo S. V. (cedido) | Alemania | 2023      |
| Hamburgo S. V.          | Alemania | 2024-     |